# 汪灝 (康熙乙丑進士)
汪灏（？—？），字文漪，号天泉，山东临清人。

## 生平
康熙二十四年（1685年）乙丑科进士，改庶士士，授编修，官至内阁学士、礼部侍郎，后为湖南巡抚(一说贵州巡抚)。莅事明决，所部肃然，不然督修河工，积劳成疾，乞归而卒。一生著有《倚云阁集》，奉敕与张逸少等合撰《侧文斋广群芳谱》100卷(另有目录2卷)，康熙四十七年(1708)付梓。
《栈道杂诗》，原在汉中考院(今汉中军分区)，1978年移至汉中市博物馆保护，今陈列在汉台碑林。清康熙四十四年(1705)刻，行书，51行，满行行9-10字，字径4-6厘米，汪灏撰并书。三通，依次可分为前、中、后碑三碑，其中前碑高67厘米×厚17厘米×宽118厘米，18行，158字；中碑高67厘米×厚17厘米×宽99厘米，16行，176字；后碑高67厘米×厚17厘米×宽116厘米，17行，161字。满行行9-10字，全碑凡495字。前钤闲章“名教中自有乐也”，后钤篆印“汪灏之印”(5厘米×5厘米)、“雪字天泉”(4.5厘米×4.8 厘米)。